# Місяць (геральдика)

Півмісяць із людським обличчям, герб Босвіль, кантон Ааргау

Місяць — у геральдиці негеральдична фігура.
На гербах і прапорах зазвичай зображується у вигляді півмісяця (часто його називають «півмісяць»), рідше у вигляді повного місяця. У формі півмісяця місяць часто зображують з нависаючими кінчиками — що не відповідає дійсності — тому що така форма візуально більш приваблива. Місяць іноді зображується з людським обличчям, схожим на геральдичне сонце. У такому вигляді він описується в гербі освіченим або зрячим, без обличчя він відповідно неосвічений або незрячий.
Іншим зображенням на гербі є півмісяць із вершинами, спрямованими вгору (лежачий) або вниз (плаваючий) для місяця, що сходить і заходить.
Французький король Генріх II як емблему використовував зображення трьох переплетених півмісяців. Емблема французького портового міста Бордо також має три місяці.
На деяких гербах півмісяць є символом Марії, матері Ісуса. На деяких інших гербах Марія зображена як Мадонна у вигляді півмісяця, або тобто Марія стоїть на півмісяці.
На багатьох ілюстраціях місяць супроводжують зірки. Неосвічений півмісяць із (часто п'ятикутною) зіркою (Хілал) часто зустрічається на багатьох гербах і прапорах ісламського світу та вважається символом ісламу.
Цей символ також часто використовується для інших варіантів зображення (шпилі, емблеми організацій).

## Приклади

Переплетені півмісяці на гербі міста/муніципалітету
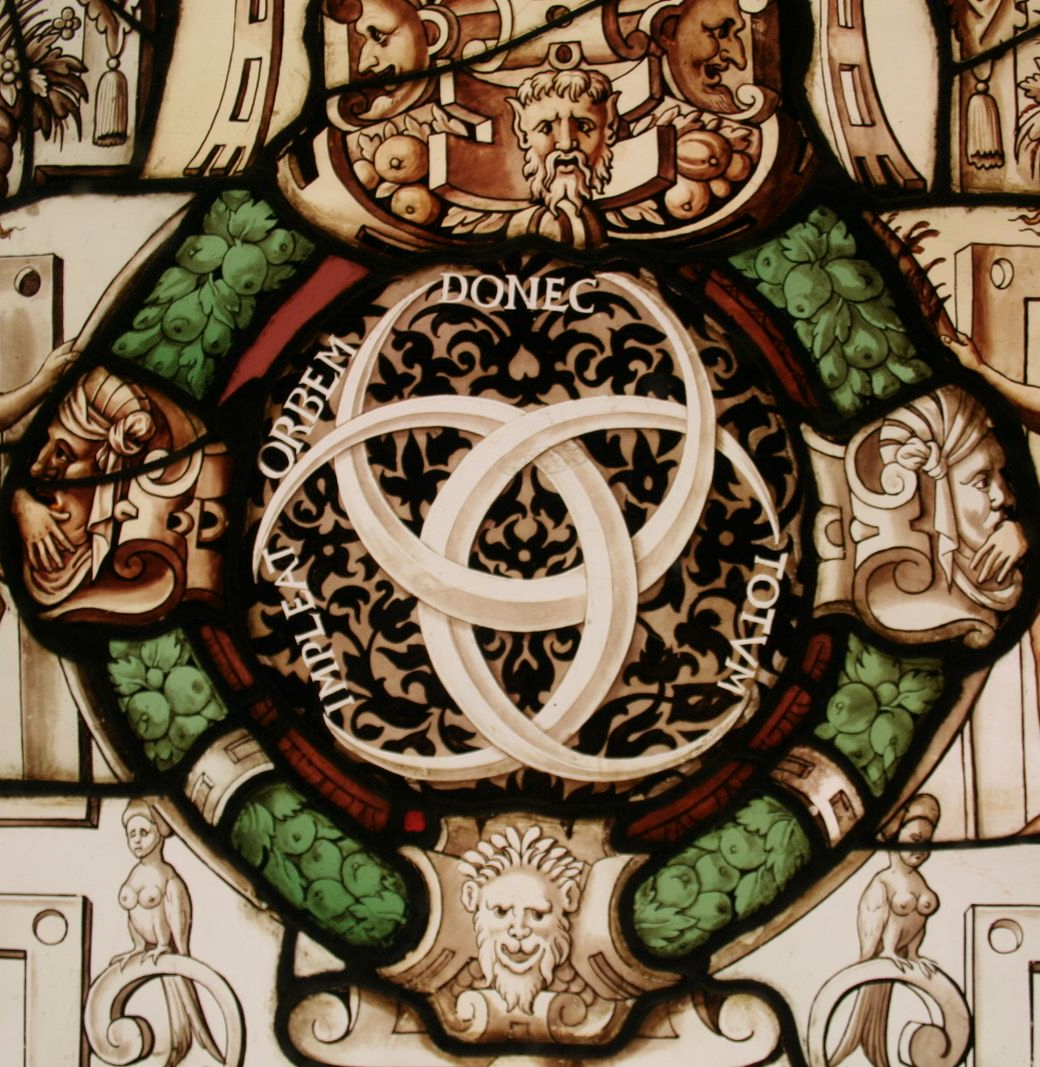
Переплетені півмісяці у вітражах узамку Екуен, Національний музей Другої світової війни, Франція
Чотири півмісяці, звернені до рогів (див. Люнель)

### Шляхетські герби
| Герб | Використання                   | Дата                            | Примітки                             |
| ---- | ------------------------------ | ------------------------------- | ------------------------------------ |
|      | Герб Баумбахів                 | ХІІІ століття                   | Гессенська аристократія              |
|      | Герб Бжезинських               | ХІІІ століття                   | Польсько-прусський шляхетський рід   |
|      | Герб Фінка фон Фінкенштайнів   | ХІV століття                    | Прусське шляхетство                  |
|      | Герб роду Гундів фон Заульгайм | приблизно від 1300 до 1750 року | Рейнсько-гессенський шляхетський рід |
|      | Герб Острозьких                | ХІV століття                    | русинські князі                      |
|      | Герб Годефруа                  | ХVІІ століття                   |                                      |
|      | Герб Спичак Бжезинських        | близько ХV століття             |                                      |
|      | Леліва                         | ХІV століття                    | герб річпосполитської шляхти         |
|      | Држевиця                       |                                 | герб річпосполитської шляхти         |
|      | Броніслав                      |                                 | герб річпосполитської шляхти         |
|      | Ціляткова                      |                                 | герб річпосполитської шляхти         |
|      | Друцьк                         |                                 | русинські князі                      |
|      | Ербс                           |                                 | герб річпосполитської шляхти         |
|      | Гвяздзіч                       |                                 | герб річпосполитської шляхти         |
|      | Гусаржевські                   |                                 | герб річпосполитської шляхти         |
|      | Корчик                         |                                 | герб річпосполитської шляхти         |
|      | Корибут                        |                                 | русинські князі                      |
|      | Костровець                     |                                 | герб річпосполитської шляхти         |
|      | Місяць                         |                                 | герб річпосполитської шляхти         |
|      | Куйк                           |                                 | герб річпосполитської шляхти         |
|      | Куликовські                    |                                 | герб річпосполитської шляхти         |
|      | Кулак                          |                                 | герб річпосполитської шляхти         |
|      | Лахніцькі                      |                                 | герб річпосполитської шляхти         |
|      | Орда                           |                                 | герб річпосполитської шляхти         |
|      | Остоя                          |                                 | герб річпосполитської шляхти         |
|      | Острозькі                      |                                 | русинські князі                      |
|      | Пшегоня                        |                                 | герб річпосполитської шляхти         |
|      | Сас                            |                                 | герб річпосполитської шляхти         |
|      | Шеліга                         |                                 | герб річпосполитської шляхти         |
|      | Тшаска                         |                                 | герб річпосполитської шляхти         |
|      | Висоцькі                       |                                 | герб річпосполитської шляхти         |
|      | Божаволя                       |                                 | герб річпосполитської шляхти         |
|      | Болков                         |                                 | герб річпосполитської шляхти         |

### Державні та місцеві герби
| Герб | Використання                   | Примітки |
| ---- | ------------------------------ | --- |
|      | Національна емблема Туреччини  | |
|      | Аллендорф (Едер)               | з двома відвернутими золотими півмісяцями над шестипроменевою срібною зіркою                                                                    |
|      | Ангельбахталь                  | з двома перехрещеними по діагоналі червоними ліліями, перехрестя вкрите синім серцеподібним щитом, в якому зростаючий золотий півмісяць з ликом |
|      | Арнсберг                       | |
|      | Аттендорн                      | |
|      | Беннігайм                      | |
|      | Бюхльберг                      | з трьома (2:1) срібними півмісяцями |
|      | Деттіггофен                    | |
|      | Догерн                         | |
|      | Еннетач                        | |
|      | Ерлігайм                       | |
|      | Вальдбронн                     | |
|      | Глаухау                        | |
|      | Грабов                         | |
|      | Гахенбах                       | |
|      | Гальбемонд (промовистий герб)  | |
|      | Галле                          | |
|      | Гарслебен                      | |
|      | Геттінген                      | |
|      | Гіршбах                        | |
|      | Лар                            | |
|      | Єзенванг                       | |
|      | Лаутерн біля Швебіш-Гмюнда     | |
|      | Лойн                           | |
|      | Менген                         | |
|      | Мондфельд                      | |
|      | Монгайм                        | |
|      | Нойгаузен                      | |
|      | Ельде                          | |
|      | Оттмарсайм                     | |
|      | Росдорф-Гундернгаузен          | |
|      | Заульгайм                      | |
|      | Шернек бай Кобург              | |
|      | Швібердінген                   | |
|      | Штірштадт                      | |
|      | Умкірх                         | Жінка, зодягнена в сонце |
|      | Вейтенунг                      | |
|      | Ау                             | |
|      | Деттлікон                      | |
|      | Френкендорф                    | |
|      | Офтрінген                      | див. також герб лордів Офтерінгенських |
|      | Шінцнах-Дорф                   | походить від «Schiint z Nacht» (сяє вночі) |
|      | Штеттен                        | |
|      | Свебодзиці                     | |
|      | Тарнобжег                      | |
|      | Вальтенайм                     | Під назвою «Круасан» |
|      | Волчин                         | |
|      | Мінськ-Мазовецький             | |
|      | Члуховський повіт              | |
|      | Казімеж-Дольний                | |
|      | Чарне                          | |
|      | Голенюв                        | |
|      | Апп'яно-сулла-Страда-дель-Віно | |
|      | Гінтерстодер                   | (Місяць, що впав, з хрестом на вигині) |
|      | Маттігхофен                    | |
|      | Мондзее                        | (Промовистий герб) |

### Прапори

#### Національні прапори
| Прапор | Використання                                 | Дата                  | Примітки |
| ------ | -------------------------------------------- | --------------------- | --- |
|        | Прапор Алжиру                                | 1962–                 | Країна з мусульманською більшістю населення, державна релігія — сунітський іслам, історичні зв'язки з Османською імперією |
|        | Прапор Азербайджану                          | 1918–1920 1990–       | Країна з мусульманською більшістю населення, історичними зв'язками з Османською імперією                                  |
|        | Прапор Брунею                                | 1959–                 | Країна з мусульманською більшістю населення, державна релігія — сунітський іслам                                          |
|        | Прапор Брунею                                | 1848–1878             | Історичні зв'язки з Османською імперією                                                                                   |
|        | Прапор Коморських Островів                   | 2003–                 | Країна з мусульманською більшістю населення                                                                               |
|        | Прапор Кокосових Островів                    |                       | |
|        | Прапор Мальдівів                             | 1965–                 | Країна з мусульманською більшістю населення, державна релігія — сунітський іслам                                          |
|        | Прапор Мавританії                            | 1959–                 | Країна з мусульманською більшістю населення, державна релігія — сунітський іслам                                          |
|        | Прапор Монголії                              | 1992–                 | Сонце і місяць символізують вічне життя нації                                                                             |
|        | Прапор Непалу                                | 1962–                 | Півмісяць і зірка представляють королівський дім                                                                          |
|        | Прапор Турецької Республіки Північного Кіпру | 1984–                 | Країна з мусульманською більшістю населення, незалежність якої визнала лише Туреччина                                     |
|        | Прапор Пакистану                             | 1947–                 | Країна з мусульманською більшістю населення, державна релігія — іслам                                                     |
|        | Прапор Сінгапуру                             | 1959–                 | Півмісяць символізує молоду, перспективну націю                                                                           |
|        | Прапор Тунісу                                | 1956–                 | Країна з мусульманською більшістю населення, державна релігія іслам, історичні зв'язки з Османською імперією              |
|        | Прапор Туреччини                             | 1840– (поточна форма) | Світська республіка з мусульманською більшістю населення, держава-спадкоємиця Османської імперії                          |
|        | Прапор Туркменістану                         | 2001–                 | Країна з мусульманською більшістю населення                                                                               |
|        | Прапор Узбекистану                           | 1991–                 | Країна з мусульманською більшістю населення                                                                               |
|        | Прапор Малайзії                              | 1963–                 | Країна з мусульманським населенням, державна релігія іслам                                                                |

#### Більше прапорів
| Прапор | Використання                                            | Дата      | Примітки |
| ------ | ------------------------------------------------------- | --------- | --- |
|        | Південна Кароліна                                       | 1861–     | Півмісяць бере свій початок з часів війни за незалежність США, коли в 1775 році американські війська прикріпили до своїх кашкетів стрічку з півмісяцем і девізом «Свобода або смерть».                   |
|        | Острів Пасхи                                            |           | Представляє Реїміро |
|        | Штандарт президента Туреччини                           |           | 16 зірок символізують найбільші турецькі держави в історії. Сонце в центрі цих зірок представляє Турецьку Республіку.                                                                                    |
|        | Прапор президента Турецької Республіки Північного Кіпру |           | Президентський прапор, який використовує Президент країни, заснований на державному прапорі. Однак він має червоно-жовту зірку в лівому верхньому куті, верхня смуга коротша і прапор має жовту бахрому. |
|        | Міжнародний рух Червоного Хреста і Червоного Півмісяця  | 1929–     | |
|        | Держава Хатай                                           | 1938–1939 | Історичні зв'язки з Туреччиною |
|        | Південно-Західна Кавказька Республіка                   | 1918–1920 | Історичні зв'язки з Османською імперією |
|        | Каракалпакстан                                          | з 1992    | |
|        | Ірактські туркмени                                      |           | |
|        | Білоруські татари                                       |           | |
|        | Прапор уйгурських сепаратистів                          |           | Заборонено на території Китайської Народної Республіки |
|        | Індонезійська провінція Ачех                            |           | |
|        | Тренгану                                                |           | |
|        | Індонезійська провінціяДжохор                           |           | |
|        | Келантан                                                |           | |
|        | Умм-ель-Кайвайн                                         |           | |
|        | Всетатарський громадський центр                         |           | Колишня «турецько-татарська громада Ідель-Урал» в Росії |